# Harry Callaghan
Harold Francis "Harry" Callaghan ("Callahan" nella lingua originale) è un personaggio immaginario creato dal soggettista e sceneggiatore Harry Julian Fink.
Soprannominato "Dirty Harry" (nel doppiaggio italiano "Harry la carogna"), è un ispettore della polizia di San Francisco. È protagonista della serie cinematografica poliziesca omonima, e il suo ruolo è sempre stato interpretato dall'attore statunitense Clint Eastwood.

## Biografia

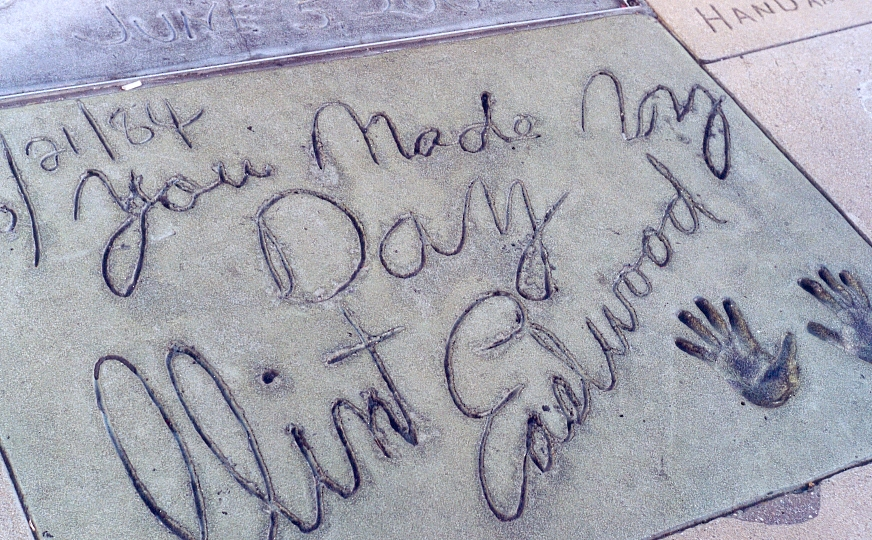
Clint Eastwood cita l'ispettore Callaghan nelle sue impronte sullHollywood Boulevard

Harry Callaghan nasce a San Francisco nel 1930 ed è internazionalmente noto per essere il "duro" per eccellenza. In polizia è odiato dai suoi colleghi, che gli danno il nomignolo di "Harry la carogna" ("Dirty Harry", in lingua originale).
Sebbene in tutte le pellicole ci venga mostrato come un solitario che vive in piccoli appartamenti, nella prima pellicola dice di essere stato sposato, la moglie però è morta in un incidente stradale provocato da un rapinatore in fuga. Della moglie si vede anche una foto nel secondo film.
Diversi indizi fanno intuire che per un periodo di tempo abbia prestato servizio nel Corpo dei marines prima di arruolarsi in polizia, probabilmente durante la guerra di Corea.

## Caratteristiche
L'arma preferita dall'ispettore Callaghan è una Smith & Wesson 29 camerata per la cartuccia .44 Magnum (per sineddoche, l'arma stessa viene erroneamente chiamata .44 Magnum), tuttavia nel quarto film, dopo aver perso la sua rivoltella a seguito di uno scontro, utilizza una .44 AutoMag.
Callaghan è un eccezionale tiratore e dimostra anche ottime abilità nel combattimento corpo a corpo (probabilmente apprese durante il periodo trascorso nel Corpo dei marines), tanto da riuscire, nel secondo film, ad uccidere un uomo a mani nude.
Egli dimostra inoltre un grande intuito nelle indagini e ciò lo porta a seguire linee investigative diverse da quelle seguite dai suoi colleghi e superiori con i quali entra spesso in contrasto, anche se alla fine le intuizioni dell'ispettore puntualmente si riveleranno esatte.

## Amici
- Chico Gonzalez: il partner di Callaghan nel primo film, si tratta di un oriundo messicano laureato in sociologia. Si dimostra molto capace ed instaura un bel rapporto con l'ispettore, verrà ferito da Scorpio durante uno scontro a fuoco e lascerá la polizia per diventare insegnante.
- Early Smith: sostituisce Gonzalez nel secondo film. È un buon poliziotto e stima molto Callaghan, anche se non sempre ne approva le iniziative. Muore a causa di un ordigno piazzato nella sua cassetta della posta.
- Kate Moore: la partner di Callaghan nel terzo film. È una giovane ed inesperta ispettrice verso la quale Callaghan inizialmente prova una certa diffidenza, non ritenendola adatta al lavoro sul campo, ma si dimostrerà coraggiosa e abile. Muore a seguito di una ferita ricevuta in uno scontro a fuoco con i terroristi, fra le braccia del suo collega.
- Horace: un poliziotto amico di Callaghan, appare nel quarto film. È un uomo molto gioviale ed è legato a Callaghan da una sincera amicizia, oltre a provare per lui una grande stima professionale (infatti lo definisce un poliziotto nato). Muore ucciso da alcuni delinquenti che gli tagliano la gola.
- Al Quan: partner di Callaghan nel quinto film. È un oriundo cinese molto abile nelle arti marziali. Verrà ferito dall'esplosione di una bomba inserita in una macchina telecomandata ma sopravviverá grazie ad un consiglio di Callaghan.
- Frank Di Giorgio: un ispettore collega di Callaghan, è uno dei pochi ad essere in buoni rapporti con il solitario poliziotto. Gode della stima di Callaghan per la sua grande esperienza sul campo, sebbene i due non perdano occasione per sbeffeggiarsi. È presente nei primi tre film e muore nel terzo ucciso dal capo dei terroristi.
- Polpetta: nel quarto film, viene regalato a Callaghan un cane bulldog che lui chiama "Polpetta" (Meathead nella versione originale). Non è presente nell'ultimo film.

## Nemici
- Scorpio: è un folle serial killer assetato di sangue, antagonista del primo film. Uccide due ragazze e un bambino a colpi di fucile e minaccia la città di fare altre vittime se non verrà pagato 100.000 dollari. Harry riesce a stanare il colpevole e ad arrestarlo ma viene rilasciato poiché contro di lui si avevano solo prove indiziarie. Per giunta, appena uscito, mette in cattiva luce l'ispettore pagando un uomo per farsi picchiare a sangue ed incolpare lui; liberatosi della sorveglianza prende in ostaggio uno scuolabus minacciando il sindaco di eliminare i bambini se non riceverà la somma richiesta. A questo punto Callaghan decide di agire al di fuori del volere dei suoi capi riuscendo a uccidere il pazzo.
- Tenente Neil Briggs: è un superiore di Harry che finge di disapprovare i suoi metodi brutali. In realtà ha fondato con quattro nuove reclute dalla mira infallibile una squadra della morte che elimina molti criminali senza rispetto per il sistema che vedono solo come un ostacolo per la "giustizia". Offre a Callaghan di unirsi a lui ma egli rifiuta poiché, malgrado tutto, ha giurato di difendere il sistema nella speranza che un giorno possa migliorare, inoltre due suoi colleghi e amici sono stati eliminati per portare avanti questo piano. Viene ucciso da Harry con una bomba ed è l'antagonista principale del secondo film.
- Bobby Maxwell: è un reduce del Vietnam diventato terrorista, apparso nel terzo film. Rapisce il sindaco con alcuni suoi tirapiedi e chiede un grosso riscatto ma perderà la vita ad Alcatraz in uno scontro a fuoco con l'ispettore.
- Mick: apparso nel quarto film, è un viscido delinquente della località balneare di San Paolo che anni prima aveva brutalmente violentato, con alcuni amici, Jennifer Spencer e sua sorella. Rendendosi conto che la donna ha già ucciso gli altri membri del gruppo per vendicarsi, la raggiunge con due suoi tirapiedi e prima di ucciderla cerca di ripetere il crimine di anni prima. Jennifer, però, si difende fino all'arrivo di Callaghan che la salva e uccide Mick. Dopo la sua morte verrà incolpato anche degli altri omicidi.
- Harlan Rook: un fan schizofrenico, antagonista del quinto ed ultimo film della serie cinematografica, che uccide imitando alcune scene dei film del regista Peter Swan; una delle vittime della lista di scommessa della morte. Ha tentato invano di uccidere l'ispettore Callaghan con una macchina giocattolo telecomandata.

## Curiosità
- Il nome originale è senza la "G" nel cognome, che è stata aggiunta per permettere al pubblico italiano una pronuncia più simile a quella anglofona, in quanto nella lingua italiana la lettera "H" tra due "A" non ha valore fonologico.
- Il soprannome "Dirty Harry" (letteralmente "Sporco Harry"), nel film Ispettore Callaghan: il caso Scorpio è tuo!, viene tradotto con "Harry la carogna".
- La frase «Coraggio... fatti ammazzare», che in Italia è stata usata come titolo del film Sudden Impact, traduzione nel doppiaggio italiano della battuta «Go ahead, make my day» (trad. letterale: "Avanti, dà un senso alla mia giornata" ma anche "fammi guadagnare la giornata"), è al sesto posto assoluto nella classifica AFI's 100 Years... 100 Movie Quotes relativa alle cento frasi più famose del cinema. Nella classifica AFI's 100 Years... 100 Heroes and Villains, relativa agli eroi e ai criminali del cinema, Harry Callaghan è al 17º posto nella categoria eroi.

## Citazioni e riferimenti
- La canzone Dirty Harry, contenuta nell'album del 2005 Demon Days del gruppo musicale dei Gorillaz, è un evidente omaggio al personaggio.
- Harry Callahan è uno dei nomi che può assumere Marty McFly in Back to the Future: The Game.
- Citazione e riferimenti alla serie cinematografica, e ai suoi personaggi, sono presenti nella serie televisiva tedesca Last Cop - L'ultimo sbirro.
- Numerosi riferimenti e citazioni ricorrono in quasi tutti gli episodi della serie televisiva L'ispettore Coliandro, come nelle opere letterarie di Carlo Lucarelli con protagonista lo stesso ispettore.
- Viene citato nei Simpsons come Mc Carnigan nella puntata Il ragazzo che sapeva troppo (5x20)

## Filmografia
L'ispettore Callaghan è protagonista di cinque film nell'arco di 17 anni.
- Ispettore Callaghan: il caso Scorpio è tuo! (Dirty Harry), regia di Don Siegel (1971)
- Una 44 Magnum per l'ispettore Callaghan (Magnum Force), regia di Ted Post (1973)
- Cielo di piombo, ispettore Callaghan (The Enforcer), regia di James Fargo (1976)
- Coraggio... fatti ammazzare (Sudden Impact), regia di Clint Eastwood (1983)
- Scommessa con la morte (The Dead Pool), regia di Buddy Van Horn (1988)